# Mirandicola
Mirandicola är ett släkte av steklar som beskrevs av Belizin 1968. Mirandicola ingår i familjen glattsteklar.
Släktet innehåller bara arten Mirandicola sericea.